# Bombina lichuanensis
Bombina lichuanensis — вид жаб родини Кумкові (Bombinatoridae). Це ендемік провінцій Хубей і Сичуань у Китаї.
Її природним середовищем проживання є помірний ліс з болотами.
Виду загрожує втрата місць проживання.